# Kõpu (rivier)
De Kõpu (Estisch: Kõpu jõgi, Duits: Sillawalla of Köppo Fluß) is een rivier in de provincie Viljandimaa in Estland. Voor afzonderlijke delen van de rivier zijn verschillende namen in gebruik: Saviaru jõgi, Õisu jõgi, Rimmu jõgi en Osju jõgi. De rivier stroomt door de Estische gemeenten Mulgi en Põhja-Sakala. Ze is 61 km lang; het stroomgebied beslaat een oppervlakte van 399,2 km² en het verval tussen begin- en eindpunt bedraagt 80,5 meter.

## Bijzonderheden
De bron van de rivier ligt bij het dorp Äriküla in de gemeente Mulgi. Daarna passeert ze Õisu en stroomt ze door het meer Õisu järv. Verderop komt ze langs Kõpu, dat ze op minder dan een kilometer afstand passeert. Bij Vanaveski in de gemeente Põhja-Sakala stroomt de Kõpu uit in de rivier Raudna. Het is de langste zijrivier van de Raudna. In de Kõpu zelf komen alleen beken uit.
Onderweg komt de Kõpu door twee natuurgebieden: het Ainja maastikukaitseala en het Õisu maastikukaitseala.